# Aregno (piève)
Aregno est une ancienne piève de Corse. Située dans le nord-ouest de l'île, elle relevait de la province de Balagne sur le plan civil et du diocèse d'Aléria sur le plan religieux.

## Géographie
La piève d'Aregno correspond au territoire des actuelles communes de :
- Lumio ;
- Algajola ;
- Lavatoggio ;
- Cateri ;
- Avapessa ;
- Aregno ;
- Sant'Antonino ;
- Pigna ;
- Corbara ;
- Santa-Reparata-di-Balagna ;
- L'Île-Rousse ;
- Monticello.

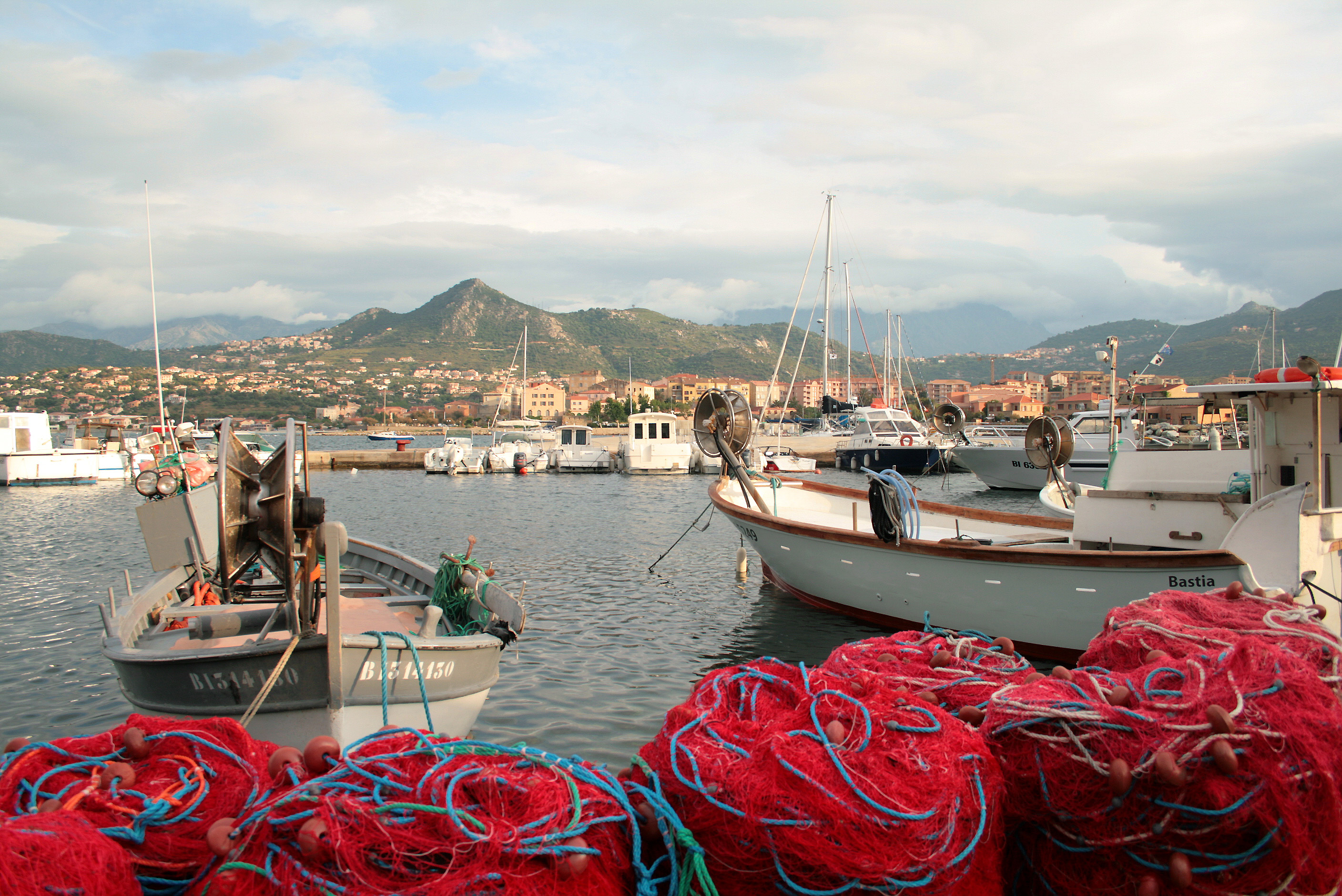
L'Île-Rousse.
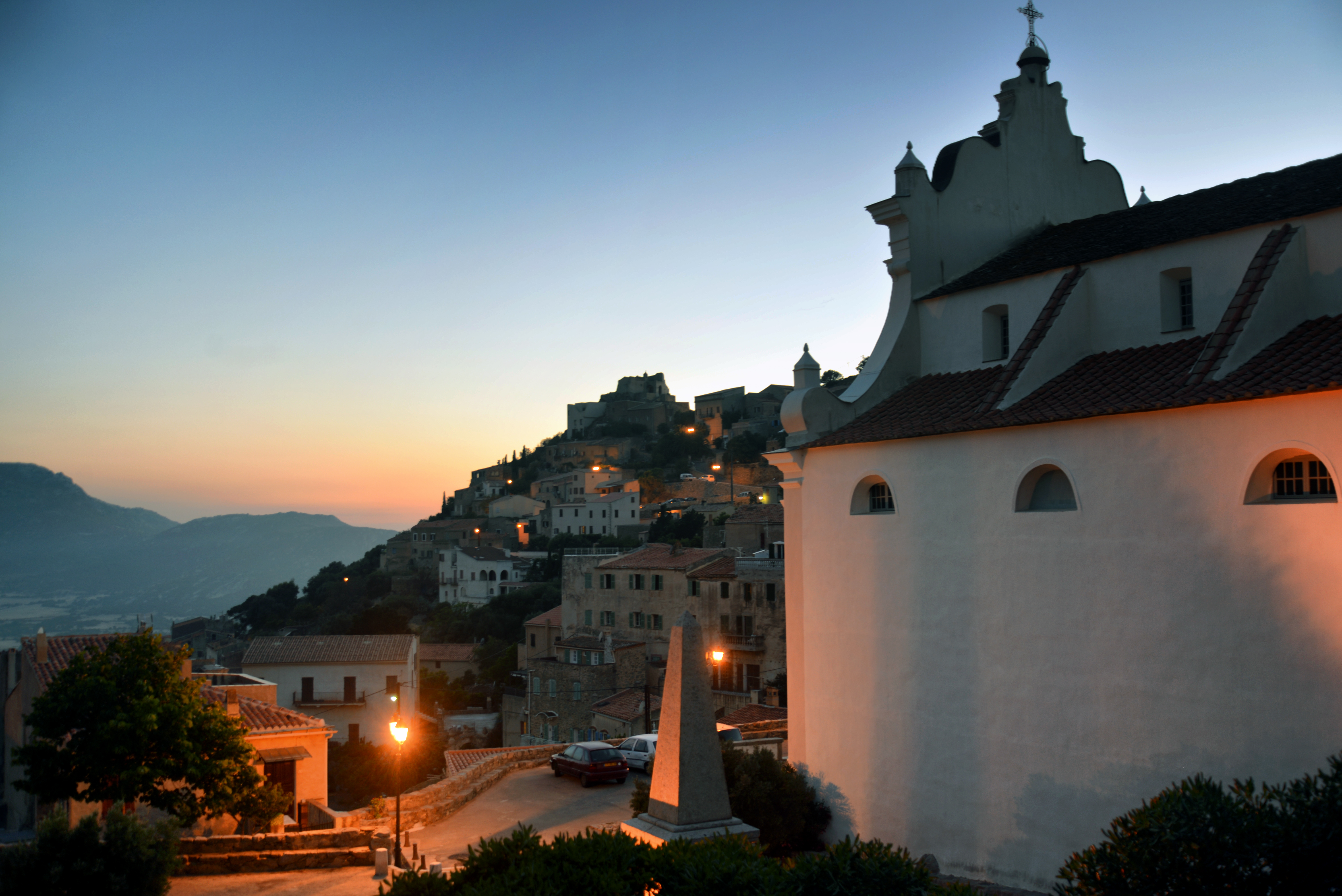
Corbara.
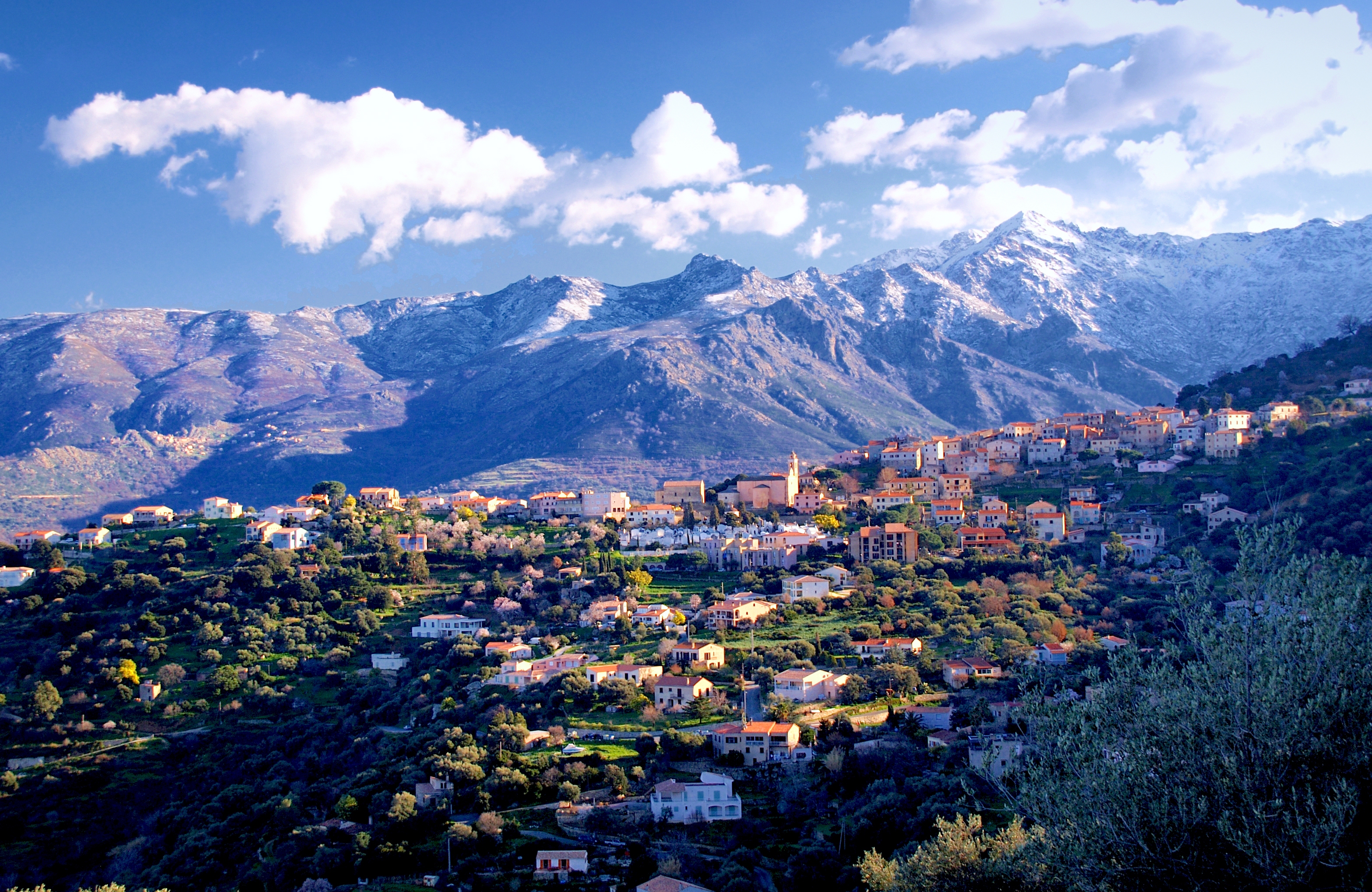
Santa-Reparata-di-Balagna.
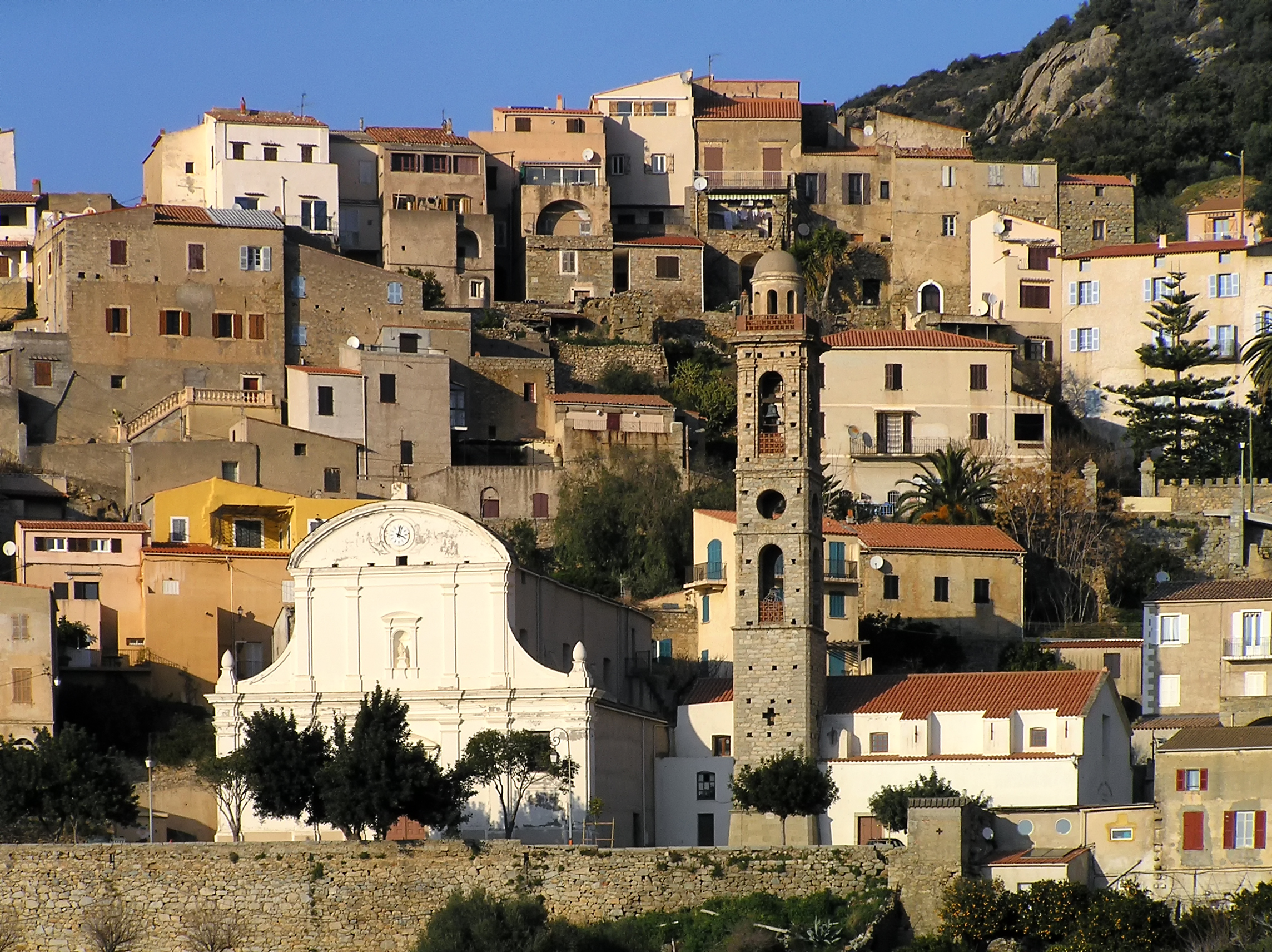
Lumio.
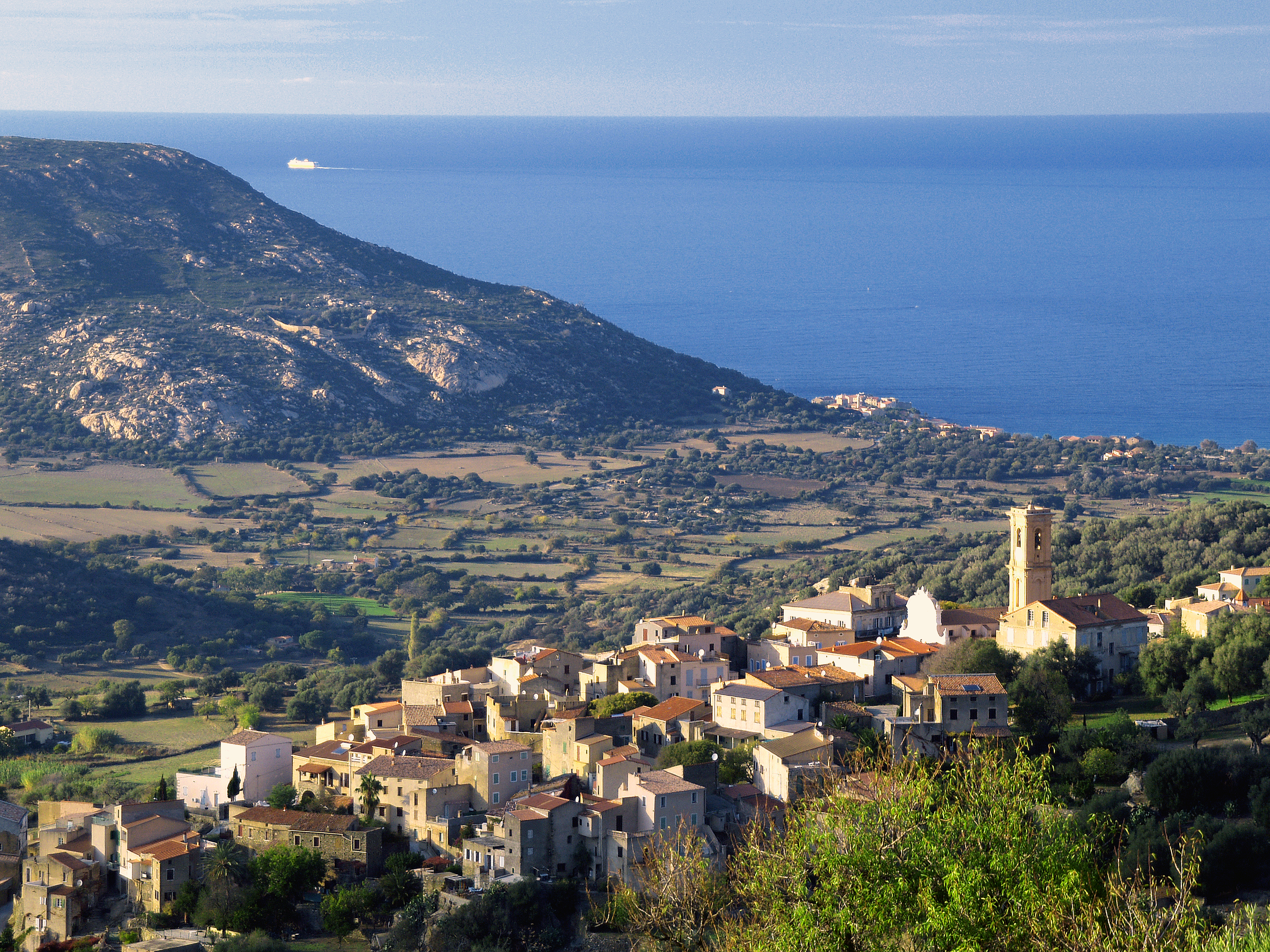
Aregno.

Elle avait pour pièves voisines :

## Histoire
En août 1324, dans l'inféodation faite par l'Aragon à Enrico et Opicinello de Cinarca, l'expression podesteria di Balagna était employée.
En 1366 la podestérie de Balagna comprenait les mêmes pièves que cent ans plus tard en 1454 : Chiomi, Armito, Olmia, Pino, Sant'Andria, Tuani, Giussani et Ostriconi. La piève d'Aregno n'y est pas mentionnée.

### La piève civile
Au XVIe siècle, Aregno était une piève dont le centre était Aregno. Vers 1520, elle comptait environ 500 habitants. Elle faisait partie de la province génoise de Balagna, région qui comprenait à l'époque les pièves de Tuani, Aregno, Sant'Andréa, Pino et Olmia.
Au début du XVIIIe siècle, avant les événements qui, dès 1729, agitèrent cette région pendant la grande révolte des Corses contre Gênes, voici une estimation des populations extraite des registres des paroisses par l’abbé Francesco Maria Accinelli (texte en italien) : « Pieve di Aregno : Occhi 66. Lavataggio 263. Reparata 588. Aregno 439. Cattari 239. Avapessa 162. Corbara 1125. S. Antonino 276. Monticello 476 ».
La piève d'Aregno faisait partie de la province d'Algajola ; elle relevait de la Juridiction d'Algajola et Calvi. « 16 villaggi fra quali Occhi, Lavatogio, S.Reparata, Aregno, Cattari, Avapessa, Corbara, S.Antonino, e Monticello, compresa l’Argagliola principale di questa prouincia fortificata da Ribelli, in questa vi soleva rissedere il Luogotenente, con 4050 anime formano la Pieve di Aregno ».
L'église piévane de la Trinité San Giovani servait aussi de tribunal de première instance.
Au XVIe siècle, la piève d'Aregno comportait les lieux habités suivants :
- l’Arpagiola (ou Gabiola), (Algajola)
- la Corbaia, (Corbara)
- lo Monticello, (Monticello)
- Santo Antonino, (Sant'Antonino)
- Santa Riparata, (Santa-Reparata-di-Balagna)
- Piaza, Pragola (Praoli), le Torre, Regno, (Aregno)
- li Catari, (Cateri)
- lo Lavatogio, (Lavatoggio)
- lacona
- Spano, Hogio (Occi), (Lumio)
- Aquapessa, (Avapessa)[4].

Le 15 mai 1768, par le traité de Versailles, Gênes charge la France d’administrer et de pacifier la Corse. Passant sous administration française, la piève d'Aregno devient en 1790 le canton d'Aregno et perd la ville de L'Isle-Rousse qui forme à elle seule un canton entre 1790 et 1793. Le canton d'Aregno est lui-même démembré en 1793 et réparti entre trois nouveaux cantons :
- canton de Montegrosso formé avec Lumio, Occi et les communes des cantons d'Olmia et de Pino ;
- canton de Regino formé avec Algajola, Aregno, Avapessa, Cateri, Lavatoggio, les communes du canton de Sant'Andréa et une commune du canton de Tuani ;
- canton de Sant'Angelo formé avec Corbara, L'Isle-Rousse, Monticello, Pigna, Sant'Antonino et Santa-Reparata.

Les cantons de Montegrosso, Regino et Sant'Angelo deviennent respectivement en 1828 les cantons de Calenzana, de Muro et de L'Île-Rousse. En 1873, la commune de Lumio est distraite du canton de Calenzana et rattachée à celui de Calvi.

### La piève religieuse
Aregno était sous l'autorité du diocèse d'Aléria. « Il vescovato di Alleria, che è il più di tutti pingue hà 2000 Scudi d’oro di entrata, e contiene 19 Pievi : Giovellina, Campoloro, Verde, Opino, Serra, Bozio, Allessani, Orezza, Vallerustie, Tralcini, Venaco, Rogna, Corsa, Covasina, Castello ò sia Vivario, Niolio, Carbini, et Aregno in la Balagna. L’Ughelli però dice (Ital.Sacr.Tom.III) contenere la sua Diocesi 60 parochie con 14 conventi di Frati, e fruttare alla Camera di Roma 300 fiorini, et avere di redito 4000 scudi Romani ».
Plusieurs couvents existaient dans la piève et la paroisse d'Algajola s'appelait San Giorgio. « Era antiquitus l’Algagliola circondata di buone muraglie, situata alla sponda del mare in buona positura, ma in queste ultime Ribellioni è stata mezza rouinata : Hanno in detta Pieve i min. Osservanti un Convento in Aregno, li minori Riformati un’altro d° di S.Cervone, ò sia di Marcaso, e li Capuccini il convento di S.Riparata, le Parochi d’Algagliola porta il titolo di S.Giorgio ».

#### La piévanie

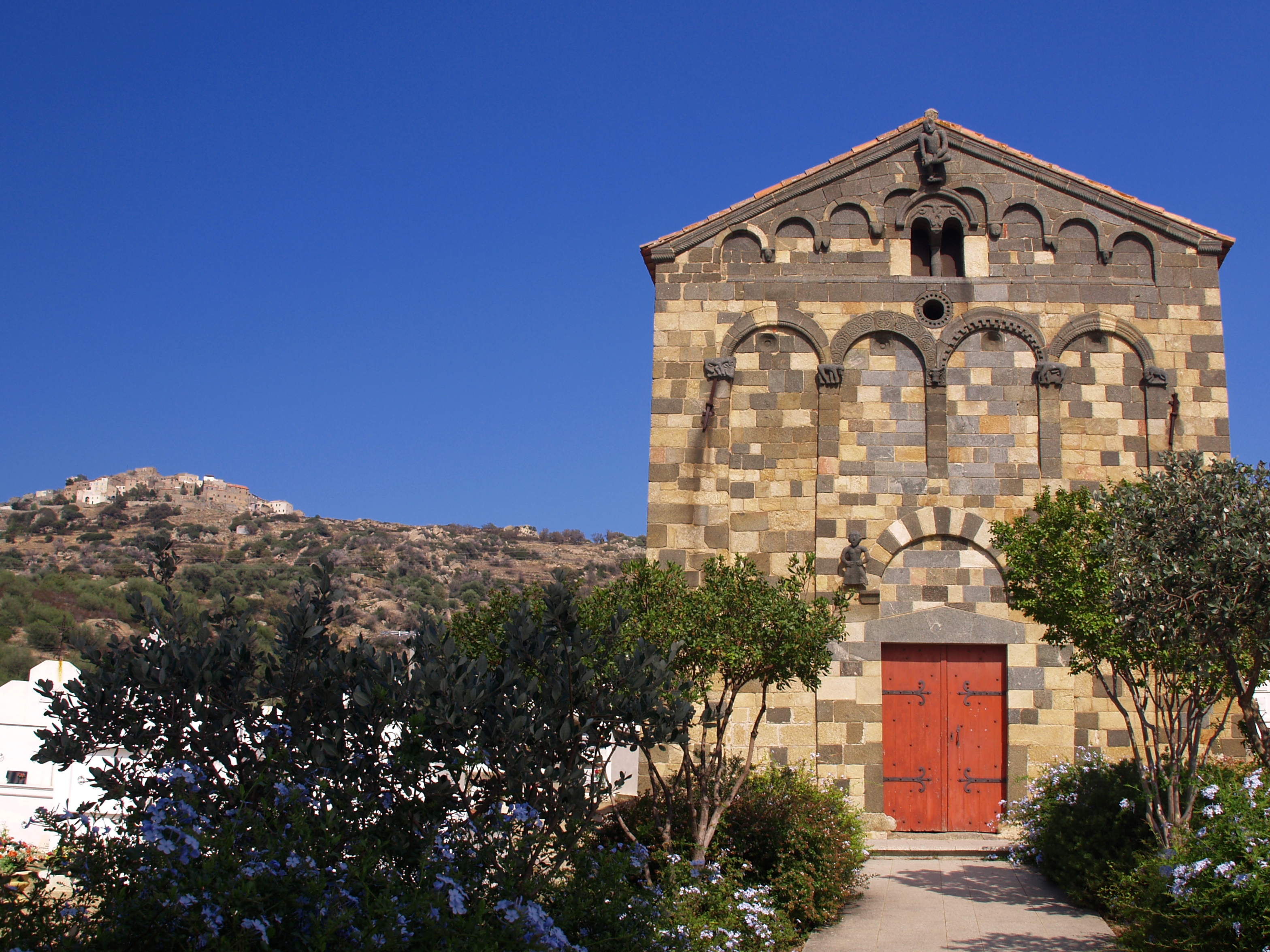
Église de la Trinité et de San Giovanni (XIe siècle)

La communauté d'Aregno était le centre de la piève. L'église de la Trinité San Giovanni (église de la Sainte-Trinité) de la fin du XIe siècle, classée Monument historique, était l’église piévane. Elle possède en son sein une arca (fosse cummune) dans laquelle étaient inhumés les morts d'Aregno et de Sant’Antonino jusqu’en 1812, année durant laquelle chaque paroisse ouvre un cimetière, les morts n'étant plus inhumés dans les églises. En plus de sa vocation religieuse, elle avait un rôle social, servant aussi de tribunal jusqu’au début du XVIe siècle.
L'église piévane de la Trinité San Giovanni, dite communément d'Aregno, se trouve en fait sur le territoire communal de Sant’Antonino.